# Nagyvenyim
Nagyvenyim là một thị trấn thuộc hạt Fejér, Hungary. Thị trấn này có diện tích 43,68 km², dân số năm 2010 là 4121 người, mật độ 94 người/km².